# Dulce Et Decorum Est
«Dulce et Decorum est» — написанное в 1917 году и опубликованное посмертно в 1921 году стихотворение английского поэта Уилфреда Оуэна, участника Первой мировой войны. Стихотворение состоит из 28 строк. Изначально было написано как личное письмо, позже Оуэн решил обратиться к более широкой аудитории всех сторонников войны.
Текст начинается с изображения утомлённых солдат, бредущих с передовой через густую грязь… Газовая атака… Смерть одного из солдат от газа… Заключительное четверостишие Оуэна наиболее антивоенное, в нём обыгрывается строфа римского поэта Горация: «Dulce et decorum est / Pro patria mori» («Сладка и прекрасна за родину смерть»). Стихотворение написано крайне эмоционально, что сделало его одним из самых популярных осуждений войны.

И если б за повозкой ты шагал,

Где он лежал бессильно распростёртый,

И видел бельма и зубов оскал

На голове повисшей, полумёртвой,

И слышал бы, как кровь струёй свистящей

Из хриплых лёгких била при толчке,

Горькая, как ящур, на изъязвлённом газом языке, —

Мой друг, тебя бы не прельстила честь

Учить детей в воинственном задоре

лжи старой: «Dulce et decorum est

Pro patria mori».

(Перевод Михаила Зенкевича)
Стихотворение Оуэна часто противопоставляется более патриотическому стихотворению «Солдат» («The Soldier») Руперта Брука.